# Académie nationale des lettres de l'Uruguay
L'Académie nationale des lettres de l'Uruguay (en espagnol : Academia Nacional de Letras del Uruguay), est une académie littéraire qui regroupe des universitaires, des écrivains et des experts de langue espagnole.

## Historique
L'Académie nationale des lettres de l'Uruguay a été créée le 10 février 1943 à Montevideo, par le décret (loi no 10.350). Le siège de l'Académie des lettres fut installé officiellement lors d'une séance solennelle le 29 octobre 1943 par le président de la République Juan José de Amézaga, en présence des personnalités littéraires Antonio María Barbieri, Emilio Frugoni, Juana de Ibarbourou, Raúl Montero Bustamante, Emilio Oribe, Víctor Pérez Petit, Álvaro Armando Vasseur, Alberto Zum Felde.

## Organisation
L'Académie nationale des lettres de l'Uruguay se compose des catégories suivantes d'académiciens :
- Honneur académique
- 19 académiciens au total formant l'organe permanent de l'Académie des lettres
- Chercheurs émérites
- Membres correspondants

Depuis 1960, l'Académie nationale des lettres de l'Uruguay est membre de l'Association des académies de la langue espagnole